# Упаковка кругов в круге
Упаковка кругов в круге — это двумерная задача упаковки, целью которой является упаковка единичных кругов в как можно меньший круг.

## История
Эта задача упаковки была поставлена и исследовалась в 60-х годах 20-го века. Кравиц в 1967 опубликовал упаковки до 19 кругов без анализа оптимальности решений. Годом позже Грэм доказал, что найденные решения с числом кругов до 7 оптимальны, а Пёрл (Pirl), независимо от него, что оптимальны упаковки до 10 кругов. Лишь в 1994 Мелиссеном (Melissen) была доказана оптимальность решения с 11 кругами.  Фодор (Fodor) показал между 1999 и 2003 годами, что решения с 12,  13 и 19кругами оптимальны. В 2024 году Эканаяке (Ekanayake) и ЛаФонтен (LaFountain) доказали оптимальность решения с 14 кругами.
Грэм (Graham) и др. около 1998 предложили два алгоритма и нашли с помощью них упаковки до 65 кругов. Последний обзор задачи и приближённых решений до 2989 кругов (июнь 2014) дал Экард Спехт (Eckard Specht).

## Таблица первых 20 упаковок
Минимальные решения  (в случае существования нескольких минимальных решений показан только один вариант):
| Число единичных кругов | Радиус вмещающей окружности                                                                         | Плотность | Оптимальность                                                                     | Диаграмма |
| ---------------------- | --------------------------------------------------------------------------------------------------- | --------- | --------------------------------------------------------------------------------- | --------- |
| 1                      | 1                                                                                                   | 1.0000    | Тривиально оптимальна.                                                            |           |
| 2                      | 2                                                                                                   | 0.5000    | Тривиально оптимальна.                                                            |           |
| 3                      | {\displaystyle 1+{\frac {2}{3}}{\sqrt {3}}} ≈ 2.154...                                              | 0.6466... | Тривиально оптимальна.                                                            |           |
| 4                      | {\displaystyle 1+{\sqrt {2}}} ≈ 2.414...                                                            | 0.6864... | Тривиально оптимальна.                                                            |           |
| 5                      | {\displaystyle 1+{\sqrt {2\left(1+{\frac {1}{\sqrt {5}}}\right)}}} ≈ 2.701...                       | 0.6854... | Тривиально оптимальна. Доказана оптимальность также Грэмом в 1968                 |           |
| 6                      | 3                                                                                                   | 0.6667... | Тривиально оптимальна. Доказана оптимальность также Грэмом в 1968                 |           |
| 7                      | 3                                                                                                   | 0.7778... | Тривиально оптимальна.                                                            |           |
| 8                      | {\displaystyle 1+{\frac {1}{\sin({\frac {\pi }{7}})}}} ≈ 3.304...                                   | 0.7328... | Доказана оптимальность Пёрлом (Pirl) в 1969                                       |           |
| 9                      | {\displaystyle 1+{\sqrt {2(2+{\sqrt {2}})}}} ≈ 3.613...                                             | 0.6895... | Доказана оптимальность Пёрлом (Pirl) в 1969                                       |           |
| 10                     | 3.813...                                                                                            | 0.6878... | Доказана оптимальность Пёрлом (Pirl) в 1969                                       |           |
| 11                     | {\displaystyle 1+{\frac {1}{\sin({\frac {\pi }{9}})}}} ≈ 3.923...                                   | 0.7148... | Доказана оптимальность Мелиссеном (Melissen) в 1994                               |           |
| 12                     | 4.029...                                                                                            | 0.7392... | Доказана оптимальность Фодором (Fodor) в 2000                                     |           |
| 13                     | {\displaystyle 2+{\sqrt {5}}} ≈4.236...                                                             | 0.7245... | Доказана оптимальность Фодором (Fodor) в 2003                                     |           |
| 14                     | 4.328...                                                                                            | 0.7474... | Доказана оптимальность Эканаяке (Ekanayake) и ЛаФонтеном (LaFountain) в 2024 году |           |
| 15                     | {\displaystyle 1+{\sqrt {6+{\frac {2}{\sqrt {5}}}+4{\sqrt {1+{\frac {2}{\sqrt {5}}}}}}}} ≈ 4.521... | 0.7339... | Гипотетически оптимальна.                                                         |           |
| 16                     | 4.615...                                                                                            | 0.7512... | Гипотетически оптимальна.                                                         |           |
| 17                     | 4.792...                                                                                            | 0.7403... | Гипотетически оптимальна.                                                         |           |
| 18                     | {\displaystyle 1+{\sqrt {2}}+{\sqrt {6}}} ≈ 4.863...                                                | 0.7611... | Гипотетически оптимальна.                                                         |           |
| 19                     | {\displaystyle 1+{\sqrt {2}}+{\sqrt {6}}} ≈ 4.863...                                                | 0.8034... | Доказана оптимальность Фодором (Fodor) в 1999                                     |           |
| 20                     | 5.122...                                                                                            | 0.7623... | Гипотетически оптимальна.                                                         |           |